# Murasame-Klasse (1996)
Die Murasame-Klasse (japanisch むらさめ型護衛艦 Murasame-gata goeikan) ist eine Klasse von neun U-Jagdzerstörern der japanischen Maritimen Selbstverteidigungsstreitkräfte (JMSDF).

## Allgemeines
Die Murasame-Klasse ist der Nachfolger der Asagiri-Klasse und löste die Zerstörer der Yamagumo- und Takatsuki-Klasse im Dienst ab.
Sie dienen als Eskorte der Aegis-Zerstörer (Kongō-, Atago und Maya-Klasse) und der Hubschrauberträger (Hyūga- und Izumo-Klasse) der Selbstverteidigungsstreitkräfte und sollen diese gegen U-Boot-Angriffe schützen.
Ursprünglich waren vierzehn Einheiten geplant, aber die letzten fünf wurden modifiziert und nach dem Typschiff als Takanami-Klasse in Dienst gestellt.

## Einheiten
| Kennung | Name                | Bauwerft         | Kiellegung         | Stapellauf         | Indienststellung | Heimathafen |
| ------- | ------------------- | ---------------- | ------------------ | ------------------ | ---------------- | ----------- |
| DD-101  | Murasame (むらさめ) | IHI, Tokio       | 18. August 1993    | 28. August 1994    | 12. März 1996    | Yokosuka    |
| DD-102  | Harusame (はるさめ) | Mitsui, Tamano   | 11. August 1994    | 16. Oktober 1995   | 17. März 1997    | Yokosuka    |
| DD-103  | Yūdachi (ゆうだち)  | IHI, Uraga       | 18. März 1996      | 19. August 1997    | 4. März 1999     | Sasebo      |
| DD-104  | Kirisame (きりさめ) | MHI, Nagasaki    | 3. April 1996      | 21. August 1997    | 18. März 1999    | Sasebo      |
| DD-105  | Inazuma (いなづま)  | MHI, Nagasaki    | 8. Mai 1997        | 9. September 1998  | 15. März 2000    | Kure        |
| DD-106  | Samidare (さみだれ) | IHI, Tokio       | 11. September 1997 | 24. September 1998 | 21. März 2000    | Kure        |
| DD-107  | Ikazuchi (いかづち) | Hitachi, Maizuru | 25. Februar 1998   | 24. Juni 1999      | 14. März 2001    | Yokosuka    |
| DD-108  | Akebono (あけぼの)  | IHI, Tokio       | 29. Oktober 1999   | 29. September 2000 | 19. März 2002    | Kure        |
| DD-109  | Ariake (ありあけ)   | MHI, Nagasaki    | 15. Mai 1999       | 16. Oktober 2000   | 6. März 2002     | Sasebo      |

## Technische Beschreibung

### Rumpf und Antrieb
Der Rumpf eines Zerstörers der Murasame-Klasse ist 151 Meter lang, 17,4 Meter breit und hat bei einer maximalen Verdrängung von 6.100 Tonnen einen Tiefgang von 5,2 Metern. Der Antrieb erfolgt durch vier Gasturbinen (COGAG-Antrieb), zwei Kawasaki-Rolls Royce Spey SM1C sowie zwei Ishikawajima Harima-General Electric LM-2500, mit einer Gesamtleistung von 60.000 PS (44.130 kW). Die Leistung wird an zwei Wellen mit je einer Schraube abgegeben. Die Höchstgeschwindigkeit beträgt 30 Knoten (56 km/h).

### Bewaffnung
Neben der aufgeführten Bewaffnung führen die Schiffe der Klasse noch ein Mk 41 Vertical Launching System mit 16 Zellen für Anti-U-Boot-Raketen vom Typ RUM-139 VL-ASROC und einem Mk 48 Vertical Launching System mit sechzehn Zellen für ESSM-Lenkwaffen (mit vier Lenkwaffen pro Zelle),  zwei Nahbereichsabwehrsysteme vom Typ Phalanx und zwei Mk 36 SRBOC-Werfer zum Abfeuern von Düppel- und Infrarotraketen.
Zur U-Bootjagd und für weitere Aufgaben wird ein Hubschrauber des Typs Mitsubishi SH-60 mitgeführt.

#### Geschützturm
Das 76-mm-Geschütz von OTO Melara befindet sich auf dem Vorderdeck vor dem Brückenaufbau und VLS-System. Die Waffe mit 62 Kaliberlängen verschießt eine breite Munitionspalette mit einer Kadenz von bis zu 100/min und einer Mündungsgeschwindigkeit von 925 m/s. Die effektive Reichweite gegen Bodenziele beträgt 16.000 m, gegen Luftziele als Flak bis zu 7.800 m. Das Geschützrohr kann um 35°/s in der Elevation in einem Bereich von +85°/−15° bewegt werden. Die Drehgeschwindigkeit des Turmes beträgt 60°/s. Die Masse wird durch die Verwendung von Leichtmetall reduziert, das Gehäuse besteht aus GFK. Die kleine Mündungsbremse reduziert den Rückstoß von 11 t um 10 % auf 9,9 t, die mittels Hydraulik abgefangen werden.
Das Geschütz arbeitet wie folgt: Unter Deck befindet sich der Doppelbeladering mit einer Aufnahmekapazität von 70 Patronen, die durch die Drehbewegung der Beladeinrichtung von dem äußeren in den inneren Ring befördert werden. Auf der linken Seite wandern die Patronen in eine Förderschnecke in der Drehachse des Turmes, welche die Munition senkrecht nach oben führt. Oben angekommen werden die Geschosse von Pendelarmen entgegengenommen. Diese zwei Pendelarme schwenken alternierend (bewegt sich einer nach oben, schwenkt der andere nach unten) und geben die Patrone an die Zuführtrommel in der Rohrachse ab. Die Patrone fällt auf die Beladeschale, wird angesetzt, der Verschluss steigt und der Schuss kann brechen.

#### Seezielflugkörper
Als Seezielflugkörper sind zwei Starter für je vier Waffen eingerüstet. Die Typ 90 wird von einem Turbojet angetrieben und mit einem Booster gestartet. Der Flugkörper verfügt über einen Gefechtskopf mit 260 Kilogramm Hochexplosivsprengstoff. Die Navigation zum Ziel erfolgt mit einem inertialen Navigationssystem, während die Typ 90 über dem Wasser zum Ziel navigiert. Dabei kann ein Knick in die Flugbahn eingebaut werden, um das Zielgebiet aus einer bestimmten Richtung anzufliegen. Sobald sich die Rakete in einer vorbestimmten Distanz zum vermuteten Ziel befindet, schaltet sie ihr bordeigenes Radar ein, um das Ziel zu finden. Sobald das Ziel erfasst ist, nähert sich die Lenkwaffe diesem in einer Flughöhe von 5 bis 6 Metern bis zum Einschlag. Die Reichweite beträgt mindestens 150 km.

#### Torpedorohre
Die Torpedorohr-Drillinge vom Typ HOS-302 befinden sich mittschiffs auf Höhe des ersten Schornsteins, sowohl an Backbord als auch an Steuerbord. Die verwendeten Mark-46-Leichtgewichtstorpedos werden mit Druckluft ausgestoßen. Dies geschieht je nach Einstellung mit 10–126 bar. Die Rohre des Werfers bestehen aus GFK, die Masse einer Einheit beträgt etwa eine Tonne.

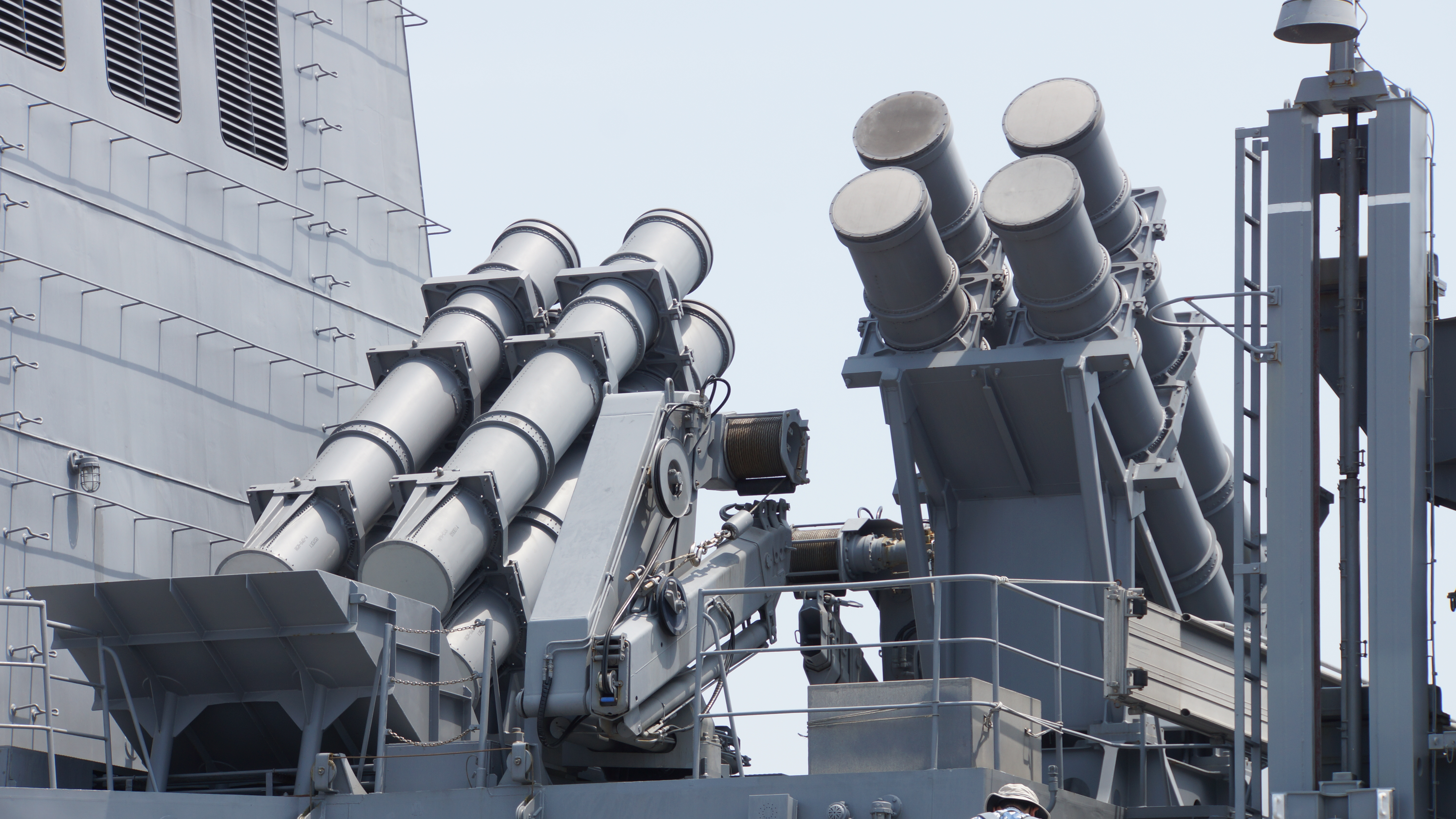
Starter der Typ 90 SSM
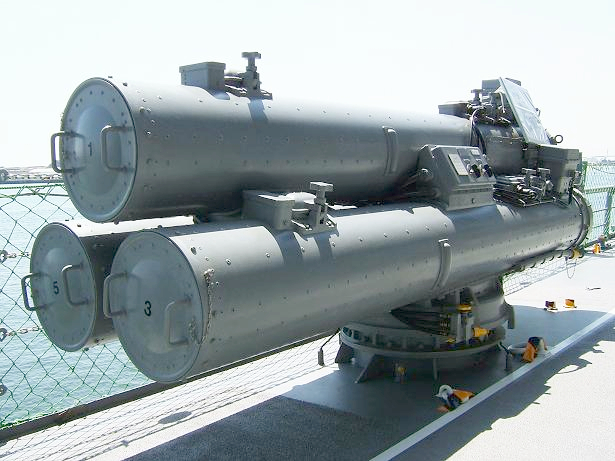
Torpedorohr-Drillinge vom Typ HOS-302

## Besatzung
Die Besatzung hatte eine Stärke von 165 Offizieren, Unteroffizieren und Mannschaften.